# Mauléon-Licharre
Mauléon-Licharre (em basco Maule-Lextarre) é uma comuna francesa na região administrativa da Nova Aquitânia, no departamento dos Pirenéus Atlânticos. Estende-se por uma área de 12,8 km². Em 2010 a comuna tinha 3 182 habitantes (densidade: 248,6 hab./km²).
Encontra-se na região cultural do País Basco francês.